# Oskar Strnad
Oskar Strnad (Viena, 26 de octubre de 1879 – Bad Aussee, Austria, 3 de septiembre de 1935) fue un arquitecto, escenógrafo y escultor austríaco.

## Biografía
Estudió en la Universidad Técnica de Viena junto con Max von Ferstel y Karl König, graduándose en arquitectura en el año 1904. Comenzó trabajando para Friedrich Ohmann y a partir de 1906 empezó a cooperar de forma regular con Oskar Wlach. A este equipo se unió Josef Frank en 1913.
En paralelo, desde 1909 hasta 1935, trabajó como profesor en la Escuela de Artes Aplicadas de Viena. En 1912 se convirtió en fundador de la Österreichischer Werkbund. En 1914 fue seleccionado como Tribunal de la Casa de Austria para la Exposición del Werkbund en Colonia. Ese mismo año finalizó uno de sus más importantes trabajos, la casa para el escritor Jakob Wassermann en Viena.
Desde 1918 empezó a llevar a cabo teatros y escenografías para los mismos, llegando a ser, en 1919, uno de los más populares escenógrafos de la capital austríaca, lo que le llevó a diseñar escenografías para la Ópera Estatal de Viena y para la de Salzburgo.
Fue fundador de la “Escuela de Viena” junto con Josef Frank, la cual representaba un concepto informal en la arquitectura, no fidedigno con respecto a la modernidad, que tenía como objetivo principal la vivienda.